# Fußball bei den Westasienspielen

Fußball gehört bei den Westasienspielen zu den Sportarten, die bisher seit 1997 ständig im Programm der Spiele waren. Das Turnier findet in unregelmäßigen Abständen statt. Teilnehmer sind die U-23 Fußballnationalmannschaften der zwölf Verbände Westasiens und bis 2014 auch Irans. Ein Turnier im Frauenfußball wurde bisher nicht ausgetragen. Seit 1997 gilt, analog der Regelung beim olympischen Fußballturnier, eine Altersbeschränkung von 23 Jahren.

## Die Turniere im Überblick
| Jahr         | Gastgeber       | Finale | Finale        | Finale | Spiel um Bronze | Spiel um Bronze | Spiel um Bronze |
| Jahr         | Gastgeber       | Gold   | Ergebnis      | Silber | Bronze          | Ergebnis        | 4. Platz        |
| ------------ | --------------- | ------ | ------------- | ------ | --------------- | --------------- | --------------- |
| 1997 Details | Iran (Teheran)  | Iran   |               | Syrien | Kuwait          |                 | Tadschikistan   |
| 2002 Details | Kuwait (Kuwait) | Kuwait |               | Iran   | Syrien          |                 | Palästina       |
| 2005 Details | Katar (Doha)    | Irak   | 2:2 4:3 i. E. | Syrien | Iran            | 2:1             | Saudi-Arabien   |
| 2016 Details | Iran (Kisch)    |        |               |        |                 |                 |                 |

### Medaillenspiegel
nach 3 Turnieren
| Rang | Land   | Goldmedaille | Silbermedaille | Bronzemedaille | Gesamt |
| ---- | ------ | ------------ | -------------- | -------------- | ------ |
| 1    | Iran   | 1            | 1              | 1              | 3      |
| 2    | Kuwait | 1            | 0              | 1              | 2      |
| 3    | Irak   | 1            | 0              | 0              | 1      |
| 4    | Syrien | 0            | 2              | 1              | 3      |